# Kallima numita
Kallima numita är en fjärilsart som beskrevs av Hans Fruhstorfer 1904. Kallima numita ingår i släktet Kallima och familjen praktfjärilar. Inga underarter finns listade i Catalogue of Life.